# Озеро Урмия (Титан)
Озеро Урмия (лат. Urmia Lacus) — углеводородное озеро на поверхности самого крупного спутника Сатурна — Титана. Центр имеет координаты 39°15′ ю. ш. 83°27′ в. д. / 39,25° ю. ш. 83,45° в. д..
Размер углеводоёма составляет примерно 28,6 км. Озеро состоит из жидких углеводородов, главным образом это метан, этан и пропан. Обнаружено на переданных снимках космического аппарата «Кассини-Гюйгенс». Названо в честь земного озера Урмия, расположенного на территории Ирана. Название было утверждено Международным астрономическим союзом в 2013 году.